# Fernand Van Neste
Fernand Van Neste (1931) is een Belgisch jezuïet, ethicus en jurist. Hij is emeritus hoogleraar aan de Universitaire Faculteiten Sint-Ignatius Antwerpen en de Universiteit Antwerpen.

## Levensloop
Fernand Van Neste behaalde een licentiaat wijsbegeerte en theologie en promoveerde tot doctor in de rechten. Na zijn studies werd hij hoogleraar aan de Universitaire Faculteiten Sint-Ignatius Antwerpen en de Universiteit Antwerpen, waar hij aan de faculteit Rechten (voorheen faculteit Rechtsgeleerdheid) politieke filosofie, privaatrecht en rechtsethiek doceerde.
Hij was tevens lid van het Belgisch Raadgevend Comité voor Bio-ethiek, de Federale Controle- en Evaluatiecommissie Euthanasie. en de Intersectoriële Commissie voor Ethiek van Zorgnet Vlaanderen.
Van Neste is auteur van juridische publicaties en publicaties over bio-ethiek en medische ethiek.
- Gemeinsame Normdatei: 120568764
- International Standard Name Identifier: 0000 0000 5866 2024
- Library of Congress Control Number: n98071579
- Nederlandse Thesaurus van Auteursnamen: 069159033
- Virtual International Authority File: 79438738
- WorldCat: E39PCjGTXdGC3t8Wh7JFWT7pKd